# Mart (zender)
mArt (Multiculturele Amsterdamse Radio en Televisie) is een plaatselijk radiostation in Amsterdam-Zuidoost. Er is korte tijd ook televisie gemaakt. mArt is in 1984 opgericht door mensen van Surinaamse afkomst en oorspronkelijk ook specifiek op die doelgroep gericht, maar is van plan ook mensen met een andere culturele achtergrond aan te gaan spreken. Vooral oudere Surinamers zijn trouw publiek. mArt radio valt onder de paraplu van Salto omroep, welke overkoepelend is voor Amsterdam. Norman van Gom is al sinds 1984 directeur en eigenaar. Er werken er grotendeels vrijwilligers